# Nyctibius jamaicensis
El nictibio jamaicano (Nyctibius jamaicensis), también conocido como nictibio norteño, urutaú norteño, biemparado norteño, biemparado, bruja, Don Juan grande, pájaro estaca norteño, pecuy o tapacamino,[cita requerida] es una especie de ave nictibiforme de la familia Nyctibiidae. Existen cinco subespecies que se extienden por América Central desde Costa Rica hasta México, y en las Antillas en Jamaica y La Española.